# إدي براون (لاعب كرة قدم أمريكية أمريكي)
إدي براون (بالإنجليزية: Eddie Brown)‏ هو لاعب كرة قدم أمريكية أمريكي، ولد في 18 ديسمبر 1962 في ميامي في الولايات المتحدة.

## وصلات خارجية
- إدي براون (لاعب كرة قدم أمريكية أمريكي) على موقع مرجع كرة القدم المحترفة.كوم (الإنجليزية)
- إدي براون (لاعب كرة قدم أمريكية أمريكي) على موقع IMDb (الإنجليزية)